# Теофилакт Тилев
Теофилакт е български духовник, архимандрит, революционер и политик.

## Биография
Роден е през 1843 година в Перущица със светското име Георги Тилев. Учи в родното си място при Христо Г. Данов. През 1867 г. е ръкоположен за свещеник и е учител в Перущица през 1868-1879 г. Основава с други местни дейци революционен комитет. През есента 1872 година става иконом и архиерейски наместник в Татар Пазарджик. Там е по времето на априлските събития от 1876 г. Взема дейно участие в подготовката на въстание през 1876 година. Властите го обвиняват за смущенията и той е откаран в Цариград. Затворен е в Одринския и Цариградския затвор. Чужди наблюдатели се застъпват за него и е освободен след края на 1876 година.
Емигрира в Русия и се връща в България с руските войски през 1877 г. при започването на Руско-турската война. Работи като сътрудник в главната квартира на руската армия и в канцеларията на княз Владимир Черкаски. Участва в ръководството на комитетите „Единство“ в Южна България.
Привърженик е на Народната партия. Той е народен представител в Областното събрание на Източна Румелия до Съединението през 1879-1885 година. Включва се в съединистката акция през 1880 година. След 1885 година е депутат в Народното събрание. Емигрира в Турция през 1887 година заради русофилските си възгледи. Става протосингел на екзарх Йосиф I до 1895 година, когато се завръща в България.
През 1895 година след смъртта на съпругата си става монах и приема името Теофилакт. През 1898 година е възведен в сан архимандрит. Той е протосингел на Софийската митрополия, архимандрит и управител на Богословското училище в Самоков, от 1904 година е протосингел на Ловчанската митрополия.
Умира на 30 октомври 1912 година в София. Погребан е в Централните софийски гробища.